# Work Bitch
Singles de Britney Spears
Ooh La La
(2013) Perfume
(2013)
Work Bitch (stylisé Work B**ch!) est une chanson de l'artiste chanteuse américaine pop Britney Spears, issue de son huitième album studio Britney Jean. Le single est dévoilé en première mondiale le 15 septembre 2013 sur les stations de radio iHeartRadio et Clear Channel, puis rendu disponible au téléchargement légal le 16 septembre 2013 par RCA Records en tant que première single de l'album. Le vidéoclip accompagnant la chanson a été réalisé par Ben Mor et tourné à Malibu en Californie. 
Work Bitch a reçu des avis généralement positifs de la part des critiques musicales qui ont salué l'innovation musicale de Spears avec un titre très influencé par la musique electro dance. De même, le vidéoclip a été très bien accueilli par les critiques et les fans de la chanteuse qui ont loué la cinématographie de la vidéo ainsi que la chorégraphie exécutée par Britney.

## Genèse
En 2012, Britney Spears et will.i.am ont collaboré sur la chanson Scream & Shout. En mars 2013, will.i.am a annoncé qu'il était le producteur exécutif du huitième album studio de Spears. Pour les besoins de la réalisation de l'album et du single, Spears a travaillé avec un coach vocal et un chorégraphe. Work Bitch a été annoncé par la chanteuse le 7 septembre 2013, alors qu'elle tournait déjà le vidéoclip. Le 20 août 2013, le site officiel de Britney Spears a lancé un compte à rebours titré « All Eyes On Me » et s'achevant le 17 septembre 2013.
Le 10 septembre 2013, Britney Spears a confirmé via son compte Twitter que Work Bitch sera dévoilé en première mondiale à la radio le 16 septembre suivi d'un second tweet, « Work Bitch sera disponible sur iTunesMusic la nuit du 17 septembre à 00h00. Le 11 septembre, Spears révèle les auteurs de la chanson, puis le 12 septembre, la pochette du single, montrant la chanteuse devant une coiffeuse, portant un justaucorps surmonté de plumes. Derrière elle, on peut apercevoir un panneau miniature Welcome to Fabulous Las Vegas, en référence à la prochaine résidence à Las Vegas de la chanteuse. Work Bitch a fuité en intégralité sur le net le 15 septembre 2013, soit un jour avant sa première mondiale sur iHeartRadio, qui a ainsi été avancée. Une version censurée de la chanson intitulée Work Work a également été rendue disponible.

## Crédits et personnels
| - Chant: Britney Spears - Écriture: William Adams, Britney Spears, Ruth-Anne Cunningham, Sebastian Ingrosso, Otto Jettman, Anthony Preston, Pasquale Verrigni | - Production: William Adams, Otto Jettman, Pasquale Verrigni |

Crédits extraits du livret de l'album Britney Jean, Jive Records.

## Composition

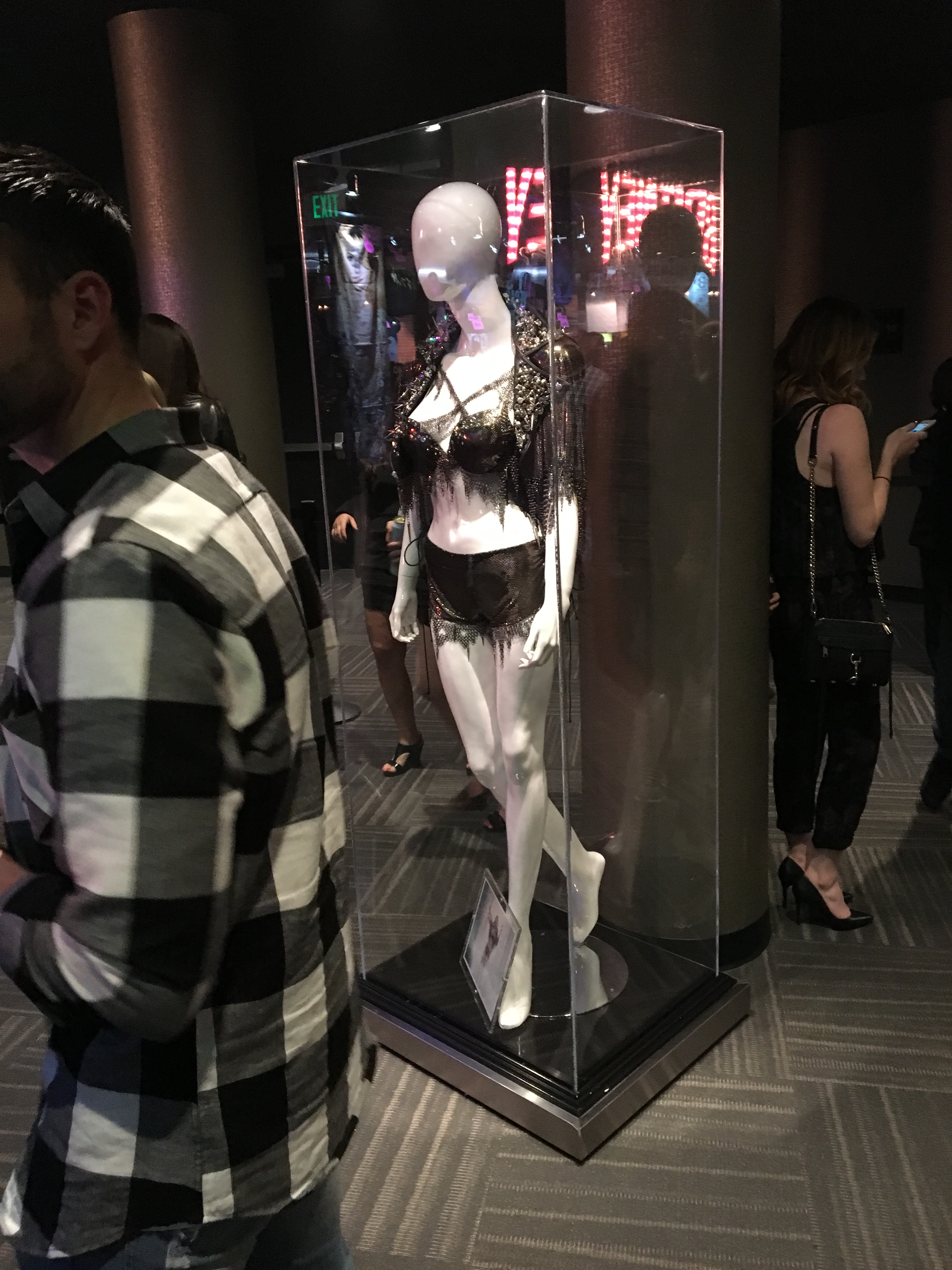
Costume, que Britney Spears porte pour son clip, exposé au Planet Hollywood Resort and Casino à Las Vegas.

Work Bitch est une chanson influencée par la musique EDM dans laquelle Britney Spears encourage ses auditeurs à « se mettre au travail » (« You better work, bitch » et « Now get to work, bitch » ). Le titre commence avec un son très club avant que Britney ne chante « You want a hot body? / You want a Bugatti? / You want a Maserati? / You better work bitch! ». La chanteuse continue ensuite à faire miroiter le train de vie qui peut être obtenu en travaillant avec les paroles, « You want a Lamborghini? / Sip Martinis? / Look hot in a bikini? / You better work bitch! ». La chanson a été écrite par Britney Spears, will.i.am et Anthony Preston, la musique est notamment signée les DJ Verrigni et Otto Knows. Otto Knows est managé par Sebastian Ingrosso, membre de Swedish House Mafia, qui est crédité en tant qu'auteur mais qui a déclaré ne pas avoir participé à l'écriture du titre. Pour Miriam Coleman du magazine Rolling Stone, la chanson « comporte des couplets essentiellement parlés qui servent de testament à toutes les belles choses qu'une forte éthique du travail peut apporter. »

## Réception

### Critiques
À sa sortie, Work Bitch a été généralement bien accueilli par les critiques musicales. Un journaliste de Billboard a décrit la chanson comme « un hit club dans lequel Spears donne à ses fans le secret de son succès ». Bradley Stern pour MuuMuse a qualifié le titre de « palpitante, tonitruante, audacieuse, [chanson] dance pop progressiste ». Un chroniqueur de PopJustice a qualifié la chanson d'« étonnante », et a suggéré que les paroles « avaient la bonne attitude pour un album de type Blackout 2.0 ». Chris Eggertsen de HitFix a désigné la chanson comme un « titre club parfait » mais s'est questionné sur l'accueil que lui réservent les radios mainstream. Sal Cinquemani de Slant Magazine a émis une critique négative à propos de Work Bitch, qui selon lui « suit l'actuel modèle EDM pleinement agressif, de sons lourds, synthés criards et de hooks peu mélodieux, qui font même sonner Scream & Shout comme une délicieuse mélodie. » Caryb Ganz de Rolling Stone note que « les explosions de synthés faisaient la majeure partie du travail pendant que Britney faisait un clin d'œil au monde ». Le clip est diffusé avec une signalétique déconseillé aux moins de 10 ans ou sans signalétique mais le 8 janvier 2014, le Conseil supérieur de l'audiovisuel intervient, à propos de ce sujet, auprès des chaînes musicales qui l'ont diffusé avec ou sans signalétique au cours des journées des mois d'octobre de novembre et de décembre 2013. Il explique que son clip est une mise en scène d'un univers sadomasochiste qui, donne de la femme une représentation choquante des téléspectateurs. Par conséquent, Il demande aux chaînes musicales de le diffuser après 22h avec la même signalétique. Peu de temps après, le clip est diffusé après cette heure avec ou sans signalétique sur les chaînes et depuis ça, lorsque la chaîne M6 Music diffuse le clip, les scènes sadomasochistes sont floutées.

### Accueil commercial
Work Bitch entre à la 12e place du Billboard Hot 100, devenant ainsi la quinzième meilleure entrée de sa carrière dans les charts. Le titre entre directement à la 6e place des ventes en France et à la 9e place au niveau mondial. Il entre également dans le top 10 du Hot Digital Songs à la 6e place et se vend à plus de 174.000 exemplaires lors de sa première semaine d'exploitation.

### Classement
| Classement (2013)                              | Meilleur position |
| ---------------------------------------------- | ----------------- |
| Australie                                      | 22                |
| Autriche                                       | 37                |
| Région flamande                                | 14                |
| Belgique (Fr)                                  | 10                |
| Wallonie                                       | 11                |
| Wallonie Dance                                 | 3                 |
| Canada                                         | 5                 |
| République tchèque                             | 17                |
| Danemark                                       | 17                |
| Finlande (The Official Finnish Download Chart) | 9                 |
| France                                         | 6                 |
| Allemagne                                      | 36                |
| Grèce Digital Songs (Billboard)                | 3                 |
| Hongrie dance                                  | 12                |
| Hongrie top10                                  | 12                |
| Irlande                                        | 13                |
| Italie                                         | 6                 |
| Japon (Billboard Japan Hot 100)                | 26                |
| Liban (Lebanese Top 20)                        | 9                 |
| Mexique Ingles Airplay (Billboard)             | 3                 |
| Mexique Anglo Chart (Monitor Latino)           | 5                 |
| Pays-Bas                                       | 45                |
| Nouvelle-Zélande                               | 28                |
| Pologne                                        | 34                |
| Écosse                                         | 7                 |
| Slovaquie                                      | 26                |
| Corée du Sud (International Chart) (GAON)      | 3                 |
| Espagne                                        | 8                 |
| Suède                                          | 30                |
| Suisse                                         | 25                |
| Turquie (Turkish Singles Chart)                | 6                 |
| Royaume-Uni (dance)                            | 2                 |
| Royaume-Uni                                    | 7                 |
| États-Unis (Billboard hot 100)                 | 12                |
| États-Unis (Billboard dance electronic)        | 2                 |
| États-Unis (Billboard dance club play)         | 2                 |
| États-Unis (Billboard pop songs)               | 14                |
| États-Unis (Billboard rhythmic)                | 30                |
| Venezuela Pop Rock General (Record Report)     | 2                 |

| Classement (2013)                                       | Position |
| ------------------------------------------------------- | -------- |
| Belgique (Nl) (Ultratop 50 Wallonia)                    | 94       |
| Belgique (Fr) (Ultratop 50 Wallonia)                    | 34       |
| Canada (Canadian Hot 100)                               | 89       |
| Hongrie (Dance Top 40)                                  | 75       |
| États-Unis Dance/Electronic Songs (Billboard)           | 17       |
| États-Unis Dance/Electronic Digital Songs (Billboard)   | 18       |
| États-Unis Dance/Electronic Streaming Songs (Billboard) | 21       |

## Historique de sortie
| Pays        | Date              | Format                 | Label        |
| ----------- | ----------------- | ---------------------- | ------------ |
| États-Unis  | 16 septembre 2013 | Première radio         | RCA          |
| États-Unis  | 17 septembre 2013 | Téléchargement digital | RCA          |
| France      | 17 septembre 2013 | Téléchargement digital | Sony Records |
| Allemagne   | 17 septembre 2013 | Téléchargement digital | Sony Records |
| Italie      | 17 septembre 2013 | Téléchargement digital | Sony Records |
| Espagne     | 17 septembre 2013 | Téléchargement digital | Sony Records |
| États-Unis  | 24 septembre 2013 | Contemporary hit radio | RCA          |
| États-Unis  | 24 septembre 2013 | Rhythmic radio         | RCA          |
| Allemagne   | 18 octobre 2013   | CD Single              | Sony         |
| Royaume-Uni | 3 novembre 2013   | téléchargement digital | RCA          |